# Reem Kherici
Reem Kherici (Neuilly-sur-Seine, 13 de febrero de 1983) es una actriz y directora de cine francesa.

## Biografía
Kherici nació en Francia en 1983, hija de madre italiana y padre tunecino.
Inició su carrera en radio en 2002 vinculándose a la estación Fun Radio. Un año después presentó el programa de televisión Girls of the Weekend para Fun TV, y en 2004 conoció al actor Philippe Lacheau, con quien apareció en el programa La Cave à l'Info. En 2005 conformó el elenco de Le Grand Journal de Canal+.
En 2009 participó del programa Chut, chut, chut y fue una invitada recurrente en el show de France 4 The Open Door to All Windows. También interpretó uno de los papeles principales en la película de espías OSS 117: Lost in Rio, estrenada en 2009. En 2013 escribió, dirigió y protagonizó la película Paris at any Price.
En 2024 protagonizó y dirigió la película de aventuras Perro y gata, la cual fue agregada al catálogo de la plataforma Netflix.

## Vida personal
En 2004 tuvo una relación con el actor Philippe Lacheau. Su actual pareja es Gilles Lemaire, hijo de la empresaria Myriam Ullens; la pareja tuvo un hijo en 2019.

## Filmografía

### Cine
| Año  | Título                               | Papel           | Director(a)               | Notas                                                                                                |
| ---- | ------------------------------------ | --------------- | ------------------------- | --- |
| 2009 | OSS 117: Lost in Rio                 | Carlotta        | Michel Hazanavicius       | |
| 2009 | Neuilly Yo Mama!                     | Rislem          | Gabriel Julien-Laferrière | |
| 2009 | Bob Ghetto                           |                 | Stéphane Marelli          | 1 episodio                                                                                           |
| 2010 | Fatal                                | Malaisia        | Michaël Youn              | |
| 2010 | Au bonheur des hommes                | Crystal Carlier | Vincent Monnet            | Telefilme                                                                                            |
| 2011 | Colombiana                           | Nymphette       | Olivier Megaton           | |
| 2011 | Bienvenue à bord                     | Esposa del ruso | Éric Lavaine              | |
| 2013 | Paris à tout prix                    | Maya Ben Latif  | Reem Kherici              | También escritora Nominada – Palm Springs International Film Festival – New Visions Grand Jury Prize |
| 2016 | Le convoi                            | Nadia           | Frédéric Schoendoerffer   | |
| 2016 | Débarquement immédiat !              | Maria Carasco   | Philippe de Chauveron     | |
| 2017 | Jour J                               | Juliette        | Reem Kherici              | También escritora                                                                                    |
| 2017 | Mes trésors                          | Caroline        | Pascal Bourdiaux          | |
| 2017 | Sahara                               | Alexandrie      | Pierre Coré               | |
| 2017 | Holy Lands                           | Rivka           | Amanda Sters              | |
| 2018 | Nicky Larson et le Parfum de Cupidon | Fille Tatouée   | Philippe Lacheau          | |
| 2020 | Brutus vs César                      | Efna            | Kheiron                   | |
| 2020 | 30 Jours max                         | Linda           | Tarek Boudali             | |
| 2023 | Alibi.com 2                          | Shana           | Philippe Lacheau          | |
| 2023 | 3 Jours max                          | Linda           | Tarek Boudali             | |
| 2024 | Perro y gata                         | Monica          | Reem Kherici              | También escritora                                                                                    |

### Televisión
| Año     | Título                                 | Canal    |
| ------- | -------------------------------------- | -------- |
| 2003    | Les Filles du week-end                 | Fun TV   |
| 2005    | La Cave à l'info                       | Canal+   |
| 2005–07 | Le Grand Journal                       | Canal+   |
| 2009    | Chut, chut, chut                       | W9       |
| 2009    | La Porte ouverte à toutes les fenêtres | France 4 |